# Церква Різдва Пресвятої Богородиці (Мильне)
Церква Різдва Пресвятої Богородиці в Мильному — парафія і храм греко-католицької громади Залозецького деканату Тернопільсько-Зборівської архієпархії Української греко-католицької церкви в селі Мильне Тернопільського району Тернопільської области.
Оголошена пам'яткою архітектури місцевого значення.

## Історія церкви
Парафія існує як греко-католицька з 1710 року. У 1755 році було збудовано дерев'яну церкву Різдва Пресвятої Богородиці, яку згодом, у 1906 році, продали в село Кругів. Будівництво нового, мурованого храму розпочалося у 1900 році, а вже у 1904 році його освятив митрополит Андрей Шептицький під час канонічної візитації. На згадку про стару церкву на церковному подвір’ї є фігура Матері Божої. Тут також встановлено капличку на честь святих місій 2006 року та 100-ліття храму.
Протягом 1946–1990 років парафія була насильно підпорядкована РПЦ. У її історії були візитації видатних церковних діячів: у 1870 році — митрополита Йосифа Сембратовича, у 1904 році — митрополита Андрея Шептицького, у 1994 році — єпископа Зборівського Михаїла Ковтуна, а у 2006 році — єпископа Тернопільсько-Зборівського Василія Семенюка.
При парафії діють: парафіяльна рада, братство Найсвятіших Тайн (засноване у 1932 та відновлене у 1997 році), Вівтарна дружина, Марійська дружина та спільнота «Матері в молитві». На території парафії встановлено 4 фігури та 7 хрестів, біля яких у травні, червні та жовтні проводяться богослужіння.

## Парохи
- о. Василь Мойсейович (1763—1785),
- о. Константан Мойсейович (1785—1809),
- о. Олекса Мойсейович (1809—1868),
- о. Терентій Перфецький (1868—1869),
- о. Іван Стефанович (1869—1907),
- о. Іван Біляк (1907),
- о. Тадей Концевич (1907—1915),
- о. Ігнатій Глібовицький (1919),
- о. Іван Стефановський (1919—1922),
- о. Андрій Іщак (1922—1934),
- о. Володимир Корчинський (1934—1936),
- о. Іван Боднар (1936—1954),
- о. Роман Шестак (1988—1992),
- о. Роман Біль (1992—1997),
- о. Василь Небесний (адміністратор з 1997,парох з 2013).